# 紫紋 (企業)
株式会社紫紋（しもん）は、かつて大阪府大東市にあったバイクのカスタムパーツやソーラーカーを製造、販売していたメーカー。2006年8月解散。

## 概要
オートバイ(主に原動機付き自転車から小排気量クラス用)のカスタムパーツを生産しており、複合材の成型加工を得意としており、エコランやソーラーカーの製作も手がけていた。
田宮模型で保管されているソラエモン号等のソーラーカーの製作も手がける等幅広く活躍し、大手メーカーからの依頼等で紫紋が製作を手がけた複数のソーラーカーは1990年代にオーストラリアのダーウィン～アデレード間を完走した。現在ソーラーカーレースに参戦している大阪産業大学のソーラーカープロジェクトにも携わり、技術面でのサポートを行っていた。
同社の製作したオートバイ用カスタムパーツは多くのバイク愛好家たちが利用していた。
登場間もないセグウェイをいち早く日本国内での公道走行を可能な状態に改造しナンバー取得を達成していた。
諸般の事情により、2006年8月に営業を停止した。

## 沿革
- 1981年（昭和56年）9月7日 - 創業者で代表の安井照雄が自動車用エアロパーツメーカーとして紫紋を創立。
- 1983年（昭和56年）4月20日 - 有限会社紫紋を設立。
- 2003年（平成15年）11月30日 - 株式会社紫紋へ改組。
- 2006年（平成18年）11月1日 - 破産手続開始決定。
- 2007年（平成19年）6月9日 - 大阪地方裁判所から破産手続廃止決定を受ける。同時に法人格消滅。

## その他
紫紋ちゃん(女の子)と、バフバフ(人語を解する犬のような生き物)というキャラクターが社の一員として設定されており、バイク誌に4コマ漫画が掲載され同人誌も制作された。一部のファンの元には紫紋ちゃんからバレンタインチョコやカード等のプレゼントが届いた。
キャラクターデザイン及び漫画製作は漫画家のかつらぎもおむによる。